# Clint Dyer
Pour les articles homonymes, voir Dyer.
Clint Dyer, né le 4 novembre 1968 à Londres (Royaume-Uni), est un acteur et dramaturge britannique.

## Biographie
Clint Dyer joue au cinéma, à la télévision et au théâtre.
Clint Dyer a remporté le prix du meilleur acteur aux British Urban Film Festival (en), Screen Nation Film and Television Awards (en), au Liege International Film Festival et au Texas Black Film Festival pour son rôle dans Sus (en).
En 2003, il a été nommé pour le prix du meilleur acteur pour Ice Cool Reception et Cherps aux BFM Awards.

## Filmographie partielle

### Au cinéma
- 1994 : Shopping : Car Thief
- 1999 : Everybody Loves Sunshine : Leon
- 1999 : Tube Tales : Walkman Boy (segment "Steal Away")
- 2000 : 24 Hours in London : McKenzie
- 2000 : The Low Down : Nathan
- 2001 : Killing Angel (Mr In-Between) : Rickets
- 2001 : Ice Cool Reception (court métrage)
- 2005 : Cherps : Reggie
- 2005 : Sahara : Oshodi
- 2006 : La Piste : Tsuari
- 2007 : Les Vacances de Mr Bean : Luther
- 2008 : Love Me Still : Benjamin
- 2009 : Agora : Hierax-Parabolano
- 2010 : Sus (en) : Leon Delroy
- 2011 : Sans identité (Unknown) : Biko
- 2011 : Mission : Noël (Arthur Christmas) : Reporter (voix)
- 2014 : Montana : Kerrigan
- 2016 : Mine : le Berbère
- 2017 : Acts of Vengeance : Shivers

Prochainement[Quand ?]
- Malik : Michael X